# Passo di Caronella

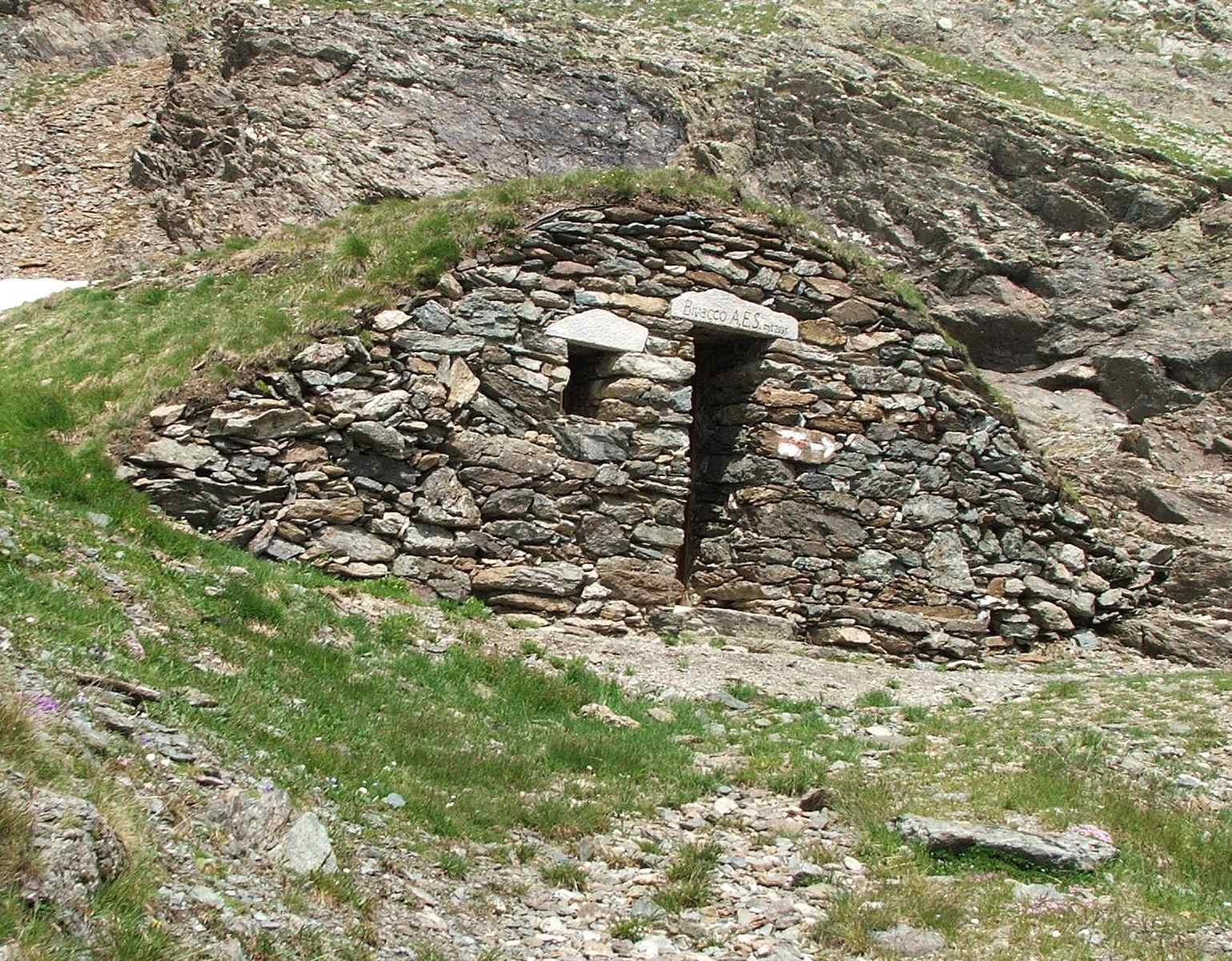
Il bivacco A.E.S.

Il passo di Caronella si trova a cavallo tra l'alta valle Seriana (provincia di Bergamo) e la Val Caronella, ramificazione della Valtellina, a quota 2.612 m s.l.m.
Meta invernale di sci-alpinismo, soprattutto sul versante della val Caronella (SO), il passo si trova ai piedi delle omonime cime di Caronella. D'estate è più frequentato invece da escursionisti provenienti dalla provincia di Bergamo di passaggio lungo il giro che, partendo dal lago del Barbellino Naturale, sale al passo per poi proseguire lungo il sentiero che conduce verso l'altopiano del lago Gelt e scende al lago della Malgina per ricongiungersi poi al sentiero di partenza proveniente dal lago del Barbellino.
Per raggiungerlo si parte da Valbondione, si prende per il rifugio Curò e si costeggia il lago del Barbellino in direzione del lago del Barbellino Naturale.
Arrivati al rifugio si segue il sentiero n. 308 che si diparte dal rifugio Barbellino lasciando il lago sulla destra. Attenzione a non seguire il sentiero che costeggia a sinistra il lago del Barbellino Naturale, che si dirige invece verso il passo di Pila, ma salire subito in prossimità del rifugio su per il sentiero più alto.
Una volta imboccato il sentiero 308 rimanete sul tracciato, tra l'altro ben battuto, fino al bivio dove sulla roccia è indicata la deviazione per il monte Torena/cime di Caronella. Rimanete sul sentiero principale che si dirige verso il passo di Caronella. Si incrocia prima il bivacco AES (Amici Escursionisti Sforzatica - Dalmine), a quota 2.595, dopo qualche curva si raggiunge il bivacco AEM a quota 2626 si segue quindi sulla sinistra su un ghiaione ben tracciato sino al passo. Sulla sinistra (ovest-sud-ovest) del passo di Caronella, un sentierino si innalza per rocce e ghiaioni permettendo di raggiungere la Bocchetta del Gelt, con vista sul bel lago Gelt, dalla caratteristica forma a cuore. Il sentierino (diff.: EE) permette poi di scendere al lago Gelt, continua sino al lago della Malgina e quindi per tutta la val Malgina, rientrando infine ancora sul sentiero n. 308, non lungi dal rifugio Barbellino.